# Passeport costaricien
Le passeport costaricien est un document de voyage international délivré aux ressortissants costariciens, et qui peut aussi servir de preuve de la citoyenneté costaricienne.